# Camorra – Ein Bulle räumt auf
Camorra – Ein Bulle räumt auf (Originaltitel: Napoli violenta) ist ein italienischer Kriminalfilm, der 1976 von Umberto Lenzi inszeniert wurde. Die deutsche Erstaufführung erfolgte auf Video.

## Handlung
Neapel, wo die Unterwelt die Herrschaft ausübt. Der mit unkonventionellen Methoden arbeitende Kommissar Betti ist vor allem hinter dem bislang unantastbaren „General“ her, wobei ihn einige Spezialisten unterstützen. Trotz des ängstlichen Schweigens Doktor Gervasis kann er Licht in die Ereignisse um die Quälereien von dessen Ehefrau bringen, obwohl durch Einbrüche und Bauernopfer falsche Spuren gelegt werden. Ein Autohändler muss mit dem Leben bezahlen, kein Schutzgeld bezahlen zu wollen. Trotz aller Bemühungen muss sich der General jedoch eher mit seinem Rivalen Capuano auseinandersetzen, der ebenfalls mit brutalen Aktionen versucht, sein Stück des Kuchens abzubekommen. Auch eine von Casagrande angeführte Bande von Bankräubern bringt weitere Verwirrungen mit sich. Schließlich kann Betti ein Geheimtreffen mit zwei Mafiosi dazu nutzen, diese zu töten und es als deren Verantwortung aussehen zu lassen.

## Kritik
„Harter Polizeikrimi, dessen episodische Struktur vor allem der Aneinanderreihung von Gewalttaten dient“, so das Lexikon des internationalen Films. Vice urteilte im Herstellungsland des Filmes: Im Grunde sind die Geschichten ja alle gleich. Die Regisseure machen oft einen guten Job, bringen aber keine persönliche Note ein. Kurz: Hast du einen gesehen, hast du alle gesehen.

## Bemerkungen
Das Filmlied „A Man Before Your Time“ interpretiert die Gruppe Bulldog.